# Mary Beaton
Mary Beaton, född 1543, död 1598, var en skotsk hovfunktionär. Hon var hovdam till Skottlands drottning Maria Stuart och är känd i historien som en av de "Fyra Mariorna".  
Hon var dotter till Robert Beaton, 4th Laird of Criech och Joanna Renwall (Jeanne Delareynveil); hennes mor var hovdam till Maria av Guise. Hon var brorsdotter till Janet Beaton. 
Hon var en av de fyra adliga flickor som valdes ut från prominenta skotska familjer av Maria av Guise till sällskap och hovdamer åt den sexåriga Maria Stuart, då denna sändes till Frankrike i augusti 1548. Dessa fyra adelsflickor var: Mary Beaton, Mary Seton, Mary Fleming och Mary Livingston. Då de alla (liksom för övrigt Maria Stuart själv) hette Mary, kallades de populärt för The Four Marys ("De fyra Mariorna"), och är kända som sådana i historien. Efter ankomsten till Frankrike skildes dock Maria Stuart från hela sin skotska uppvaktning (med undantag från sin guvernant och sin barnsköterska) för att bättre lära sig tala franska, och de fyra mariorna skickades för att uppfostras hos dominikanernunnorna i Poissy under överinseende av François de Vieuxpont.
Hon återvände liksom de andra Mariorna till Skottland tillsammans med Maria Stuart år 1561. Beaton beskrivs som söt och fyllig. Hon uppvaktades under 1564 av Englands ambassadör Thomas Randolph, som utan framgång försökte rekrytera henne som spion. Hon närvarade vid Jakob VI:s födelse år 1566, och det var hon som meddelade nyheten till den engelska ambassadören Melville. Beaton gifte sig i april 1566 med Alexander Ogilvy of Boyne. 
Mary Beaton ingick i det välkomstfölje som år 1590 välkomnade Jakob VI:s brud Anna av Danmark till Skottland. 